# Odorrana anlungensis
Odorrana anlungensis är en groddjursart som först beskrevs av Liu och Hu in Hu, Zhao 1973.  Odorrana anlungensis ingår i släktet Odorrana och familjen egentliga grodor. IUCN kategoriserar arten globalt som otillräckligt studerad. Inga underarter finns listade i Catalogue of Life.